# Les Fées du Rhin
Les Fées du Rhin (títol original en francès, en català Les Fées du Rhin) és una obra dramaticomusical en tres actes composta  per Jacques Offenbach sobre un llibret en francès de Charles Nuitter. Es va estrenar el 4 de febrer de 1864 al Theater am Kärntnertor de Viena.